# 抱擁のかけら
『抱擁のかけら』（西: Los abrazos rotos）は、2009年のスペイン映画。監督はペドロ・アルモドバル。
第62回カンヌ国際映画祭のコンペティション部門で上映された。

## ストーリー
光を失った脚本家ケインは、かつてマテオの名で映画監督を務めていたときに因縁を持った実業家、マルテルの死を知る。おりしもマルテルの息子ライ・Xが自分の映画のために脚本を描いて欲しい、と頼みにやって来た頃のことであった。14年前、マテオの事務所に俳優志願の美女レナが訪れたとき総ては始まったのだ。彼女の美貌にマテオは魅せられ、新たな映画の主演女優に早速抜擢した。彼女がマルテルの秘書であり、愛人であることを知った上でのことだった。レナを繋ぎとめておこうとして果たせなかったマルテルは、露骨な報復手段に出るのだった。

## キャスト
役名：俳優（ソフト版日本語吹き替え）
- レナ・リヴァス：ペネロペ・クルス（岡寛恵）
- マテオ・ブランコ／ハリー・ケイン：ルイス・オマール（土師孝也）
- ジュディット：ブランカ・ポルティージョ（唐沢潤）
- エルネスト・マルテル：ホセ・ルイス・ゴメス（藤本譲）
- ライ・X：ルーベン・オチャンディアーノ（河本邦弘）
- ディエゴ：タマル・ノバス（杉村憲司）
- アンヘラ・モリーナ
- チュス・ランプレアベ
- キティ・マンベール
- ロラ・ドゥエニャス
- マリオラ・フエンテス
- カルメン・マチ
- キラ・ミロ
- ロッシ・デ・パルマ
- アレホ・サウラス

## 受賞・ノミネート
第62回カンヌ国際映画祭
- ノミネート：パルム・ドール - ペドロ・アルモドバル

第67回ゴールデングローブ賞
- ノミネート：外国語映画賞

第63回英国アカデミー賞
- ノミネート：外国語映画賞

第15回放送映画批評家協会賞
- 受賞：外国語映画賞

第22回ヨーロッパ映画賞
- ノミネート：監督賞 - ペドロ・アルモドバル
- ノミネート：主演女優賞 - ペネロペ・クルス
- 受賞：音楽賞 - アルベルト・イグレシアス

第14回サテライト賞
- 受賞：外国語映画賞